# Гоенварте
Гоенварте (нім. Hohenwarte) — громада в Німеччині, розташована в землі Тюрингія. Входить до складу району Заальфельд-Рудольштадт.
Площа — 6,28 км2. Населення становить 157 ос. (станом на 31 грудня 2021).